# Трескасас
Трескасас (ісп. Trescasas) — муніципалітет в Іспанії, у складі автономної спільноти Кастилія-і-Леон, у провінції Сеговія. Населення — 869 осіб (2010).
Муніципалітет розташований на відстані близько 65 км на північний захід від Мадрида, 7 км на схід від Сеговії.
На території муніципалітету розташовані такі населені пункти: (дані про населення за 2010 рік)
- Сонсото: 368 осіб
- Трескасас: 487 осіб
- Ла-Аталая: 14 осіб

## Демографія
Динаміка населення (INE ):